# جلجامش الملك
الملك جلجامش (بالإنجليزية: Gilgamesh the King)‏ هي رواية تاريخية صدرت في عام 1984 للكاتب الأمريكي روبرت سيلفربيرج، تقدم ملحمة جلجامش كرسالة. في الكلمة اللاحقة كتب المؤلف «في كل الأوقات حاولت أن أقوم بتفسير الأحداث الخيالية والرائعة لهذه القصائد بطريقة واقعية، أي أن أحكي قصة جلجامش كما لو أنه كان يكتب مذكراته الخاصة، ولهذه الغاية لقد أدخلت العديد من التفسيرات لأعمالي الخاصة التي لا يمكن بأي حال من الأحوال إرجاعها إلى الأدباء». 

## مقدمة الحبكة
يتم سرد الرواية من وجهة نظر جلجامش، وهي متناقضة في المقام الأول حول العناصر الخارقة للطبيعة في الملحمة. ولكن يتم تصوير الأحداث بطريقة واقعية إلى حد ما. جلجامش عملاق بين الرجال ومقاتل مذهل، حتى عندما كان صغيراً جداً. عندما يموت ملك أوروك (والده)، يتم نفي جلجامش من قبل تموز المتوج مؤخراً، غيرة من مهاراته وقوته. وعندما يموت تموز في وقت لاحق، يعود جلجامش إلى المملكة ليتم الإعلان عن تنصيبه.
كتب سيلفربيرغ بعد ذلك عدداً من القصص عن سلسلة الأبطال الخياليين «أبطال في الجحيم» التي تصف مغامرات جلجامش بعد وفاته في العالم السفلي، بما في ذلك رواية «جلجامش في المناطق النائية» الحائزة على عدة جوائز.

## وصلات خارجية
- Google Books